# Agustín Cosso
 Agustín Regino Cosso  (Junín, Argentina, 10 de septiembre de 1909) futbolista y director técnico argentino. Se consagra goleador con 33 tantos en el Campeonato de Primera División de 1935. Siendo el 4° goleador en la historia centenaria del Club Atlético Vélez Sarsfield con 102 tantos y el 1° en superar los 100 goles con la “V” Azulada.

## Trayectoria

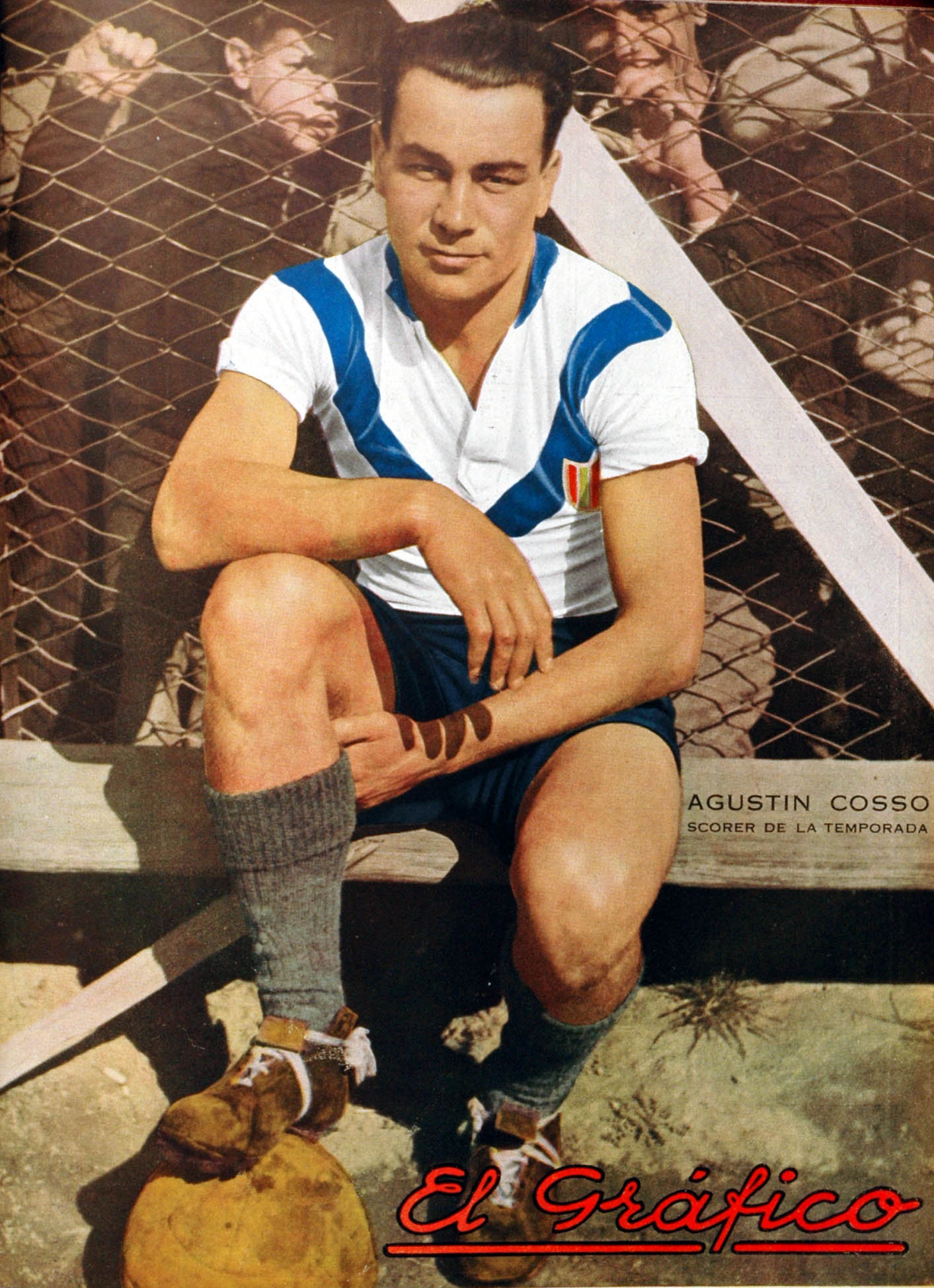
Agustín Cosso en la portada de El Gráfico el 2 de noviembre de 1935.

Formado en las divisiones inferiores del Club River Plate de Junín, pasó al Sarmiento de dicha localidad bonaerense en 1932, donde posteriormente se consagraría campeón en la Liga Deportiva del Oeste.
Hacia finales de ese año, el club porteño de Vélez Sarsfield lo incorpora a su equipo para disputar el Campeonato de Primera División de 1933, debutando en la goleada por 4-0 ante Argentinos Juniors y convertir uno de los tantos.
En el Campeonato de Primera División de 1935 se consagra goleador absoluto con 33 conquistas en la red; finalizando el equipo de “El Fortín” en el 4° puesto de la temporada.
Si bien se inició como lateral izquierdo, sus constantes llegadas al área rival, le permitieron afianzarse definitivamente como centrodelantero implacable al momento de definir en el arco rival. Fue considerado uno de los grandes artilleros de la época, lo cual a partir de sus destacadas actuaciones, fue citado por la Selección Nacional Argentina para disputar algunos encuentros.
A partir de 1937 pasa a jugar en Flamengo de Brasil, donde se consagraría campeón y luego en Banfield y San Lorenzo. En los finales de su carrera vuelve a Vélez Sarsfield para devolverle al club la confianza depositada en él años atrás para jugar en el fútbol grande de la Argentina, en un momento difícil. Ante el descenso del año anterior a la segunda división, “Ñara” disputó 7 encuentros y convirtió 3 tantos en el campeonato de 1941. Finaliza su carrera profesional en Sarmiento de Junín tiempo después. En 1950 inicia su carrera como director técnico en el conjunto de Junín y se consagra campeón.

## Clubes
| Club                      | País      | Año         |
| ------------------------- | --------- | ----------- |
| Club River Plate de Junín | Argentina |             |
| Sarmiento                 | Argentina | 1932        |
| Vélez Sarsfield           | Argentina | 1933 - 1936 |
| Flamengo                  | Brasil    | 1937        |
| San Lorenzo               | Argentina | 1938 - 1939 |
| Banfield                  | Argentina | 1940        |
| Vélez Sarsfield           | Argentina | 1941        |
| Sarmiento                 | Argentina | 1942        |